# دیولستن
دیوِلستن (به سوئدی: Dyvelsten) یک منطقه مسکونی است که در بخش فورشاگا شهرستان ورملاند در کشور سوئد واقع شده است. جمعیت دیولستن در پایان سال ۲۰۱۰ بالغ بر ۲۱۹ نفر بوده است.